# Whitewhale Bastion
Whitewhale Bastion (von englisch white whale ‚weißer Wal‘ und englisch bastion ‚Bastion, Bollwerk‘) ist ein markantes, L-förmiges und fast 1200 m hohes Bergmassiv im Grahamland auf der Antarktischen Halbinsel. Es ragt 16 km westlich der Mündung des Starbuck-Gletschers an der Oskar-II.-Küste ins Scar Inlet auf. Die Ostseite besteht aus weißem Granit.
Das UK Antarctic Place-Names Committee benannte es 1976 in Anlehnung an die Benennung weiterer geographischer Objekte in der Umgebung, die nach Figuren aus Herman Melvilles 1851 veröffentlichtem Roman Moby-Dick benannt sind.